# 布魯特 (新墨西哥州)
布魯特（英語：Bluit）是位於美國新墨西哥州羅斯福縣的鬼鎮。

## 歷史
布魯特的郵局於1916年設立，其後於1944年停運。

## 地理
布魯特所處的海拔為高於海平面1234米（即4049英呎），而該地所採用的時區為UTC-7，即北美山地时区（MST）。同時該地設有夏令時間，為UTC-7調快一小時，即UTC-6（MDT）。